# Famille de Berton des Balbes de Crillon
Pour les articles homonymes, voir Crillon.
La famille de Berton des Balbes de Crillon est une famille de la noblesse française originaire du Comtat Venaissin, puis établie à Paris au XVIIIe siècle où elle réside à partir de 1788 en l'hôtel de Crillon situé à l'époque place Louis XV. Elle s'est éteinte en ligne masculine en 1870, et en ligne féminine en 1904.

## Origines
La famille de Berton prétendait être issue de l'antique maison piémontaise Balbi de Chieri (ou de Quiert), en avançant que l'un de ses représentants se serait établi à Avignon, dans le Comtat Venaissin, un des États pontificaux, où il se serait intégré à la noblesse locale.
Barthélémy Berton, seigneur de Saint-Buis, bourgeois d'Avignon, est le premier auteur attesté de cette famille. Il épousa Émilie de Rouvillasc, dame de Celles, dont il eut Gilles Ier Berton, marié en 1472 avec Marguerite de Seytres. Leur fils Louis Ier Berton acquiert de François d'Astouaud la seigneurie de Crillon, également dans le Comtat Venaissin.

## Histoire
Louis II de Berton (1543-1615), petit-fils puiné de Louis Ier, fut seigneur de Crillon et en 1557 fut admis dans l'ordre de Saint-Jean de Jérusalem. Compagnon d'armes d'Henri IV, il reçut le surnom populaire de Brave Crillon pour ses exploits militaires dans les armées françaises, sous plusieurs souverains successifs (sa statue est visible sur la place principale de la ville de Crillon-le-Brave).
En 1725, La seigneurie de Crillon-le-Brave, après avoir été une baronnie, puis un marquisat, est érigée en duché par le pape Benoît XIII, au bénéfice de François Félix de Crillon. Le fils de ce dernier, Louis, bénéficia en 1750 des privilèges d'un duc français, sans en avoir le titre, et reçut du roi Charles III d'Espagne le titre de duc de Mahon en 1782.
En 1783, François Félix Dorothée Berton des Balbes de Crillon achète, non loin de Beauvais, le marquisat de Saisseval, auparavant comté de Caigny, puis duché de Boufflers, et obtient en 1784 que le nom en soit changé en Crillon.
En 1789, il est élu député de la noblesse du Beauvaisis aux États-généraux, où il siège avec son frère, Louis Pierre Nolasque Berton des Balbes de Crillon, député de la Noblesse du Bailliage de Troyes.
En 1817, il est créé par Louis XVIII duc de Crillon et pair de France.
Les titres de la maison de Crillon, au nombre de trois : duc pontifical de Crillon, duc français de Crillon et duc espagnol de Mahon, s'éteignent avec son fils, Rodrigue Berton des Balbes de Crillon, en 1870 et le nom disparaît provisoirement à la mort de la nièce de celui-ci, Amélie de Berton de Crillon (1823-1904), mariée en 1842 avec Jules-Armand de Polignac (1817-1890), dont 7 enfants.
Le dernier duc de Crillon n'eut pas d'héritier mâle mais 5 filles. Un arrière-petit-fils de l'une de ces 5 filles, Michel-Emmanuel de Grammont (1901-1972) releva le nom de Crillon et fut autorisé à s'appeler de Grammont de Crillon par un jugement du tribunal civil de la Seine du 13 juillet 1951.

## Personnalités

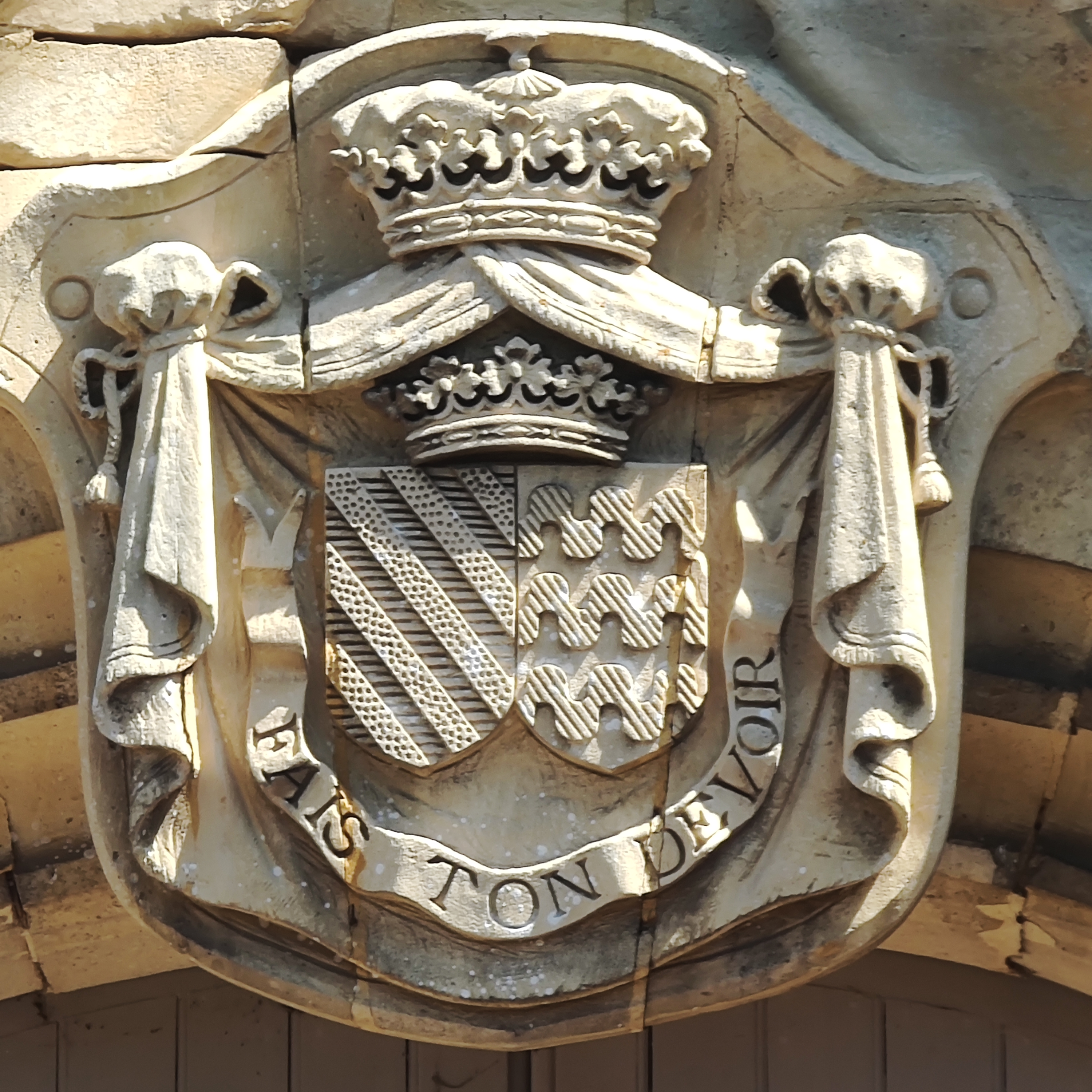
Les armes de la famille figurent sur cet ornement placé au dessus du portail de l'église Sain-Lucien de Crillon.

- Louis de Berton des Balbes de Crillon (1543-1615), connu comme « le brave Crillon », homme de guerre français
- François de Berton des Balbes de Crillon (1648-1720), prélat français
- Jean-Louis Des Balbes de Berton de Crillon (1684-1752), son neveu, prélat français
- Dominique Laurent Des Balbes de Berton de Crillon († 1747), son frère, prélat français
- Louis Des Balbes de Berton de Crillon, duc de Mahon (1717-1796), militaire français puis au service de l'Espagne, deuxième duc pontifical de Crillon, premier duc de Mahón, neveu des précédents
- Louis Athanase Des Balbes de Berton de Crillon (1726-1789), son frère, dit l'abbé de Crillon, écrivain ;
- Louis Pierre Nolasque de Balbes de Berton de Crillon (1742-1806), fils de Louis (1717-1796), officier, député aux États-généraux de 1789 ;
- François Félix Dorothée Des Balbes de Berton de Crillon (1748-1820), fils de Louis (1717-1796), officier, député aux États-généraux de 1789, pair de France sous la Restauration, 1er duc français et 4e duc pontifical de Crillon, troisième duc de Mahón (pas reconnu par le roi d'Espagne)
- Louis Antoine François de Paule Des Balbes de Berton de Crillon (1775-1832), fils de Louis (1717-1796) et demi-frère de François Félix, quatrième duc de Mahón (reconnu comme deuxième duc par le roi d'Espagne)
- Rodrigue Des Balbes de Berton de Crillon (1782-1870), fils de François Félix, second duc français de Crillon, cinquième et dernier duc pontifical de Crillon, général français, pair de France ;
- Louis Félix Prosper Berton des Balbes de Crillon, marquis de Crillon, frère du précédent (1784-1869), pair de France,

## Pour approfondir